# Etno-selo Kumrovec
Das Etno-selo Kumrovec  (deutsch Dorfmuseum Kumrovec) ist ein ethnographisches Freilichtmuseum in Kumrovec, Kroatien und befindet sich in der kroatischen Hrvatsko Zagorje in der Nähe der Staatsgrenze zu Slowenien am Fluss Sutle. Es gehört zum Museum der kroatischen Zagorje. Es zeigt die Volksarchitektur der Zagorje in situ original erhaltene Häuser aus dem 19. und 20. Jahrhundert.
Im Dorf steht das Geburtshaus des früheren jugoslawischen Staatspräsidenten Josip Broz Tito, das Ausgangspunkt der Museumsaktivitäten war.

## Geschichte
Die Geschichte des Museums beginnt 1947 mit ethnographischen Forschungsarbeiten von Marijana Gušić, der Direktorin des Zagreber Ethnologischen Museums in der kroatischen Zagorje. Sie erstellte eine Studie über Kumrovec und insbesondere über das Geburtshaus von Tito. In dessen Folge wurde das Haus in seinen ursprünglichen Zustand restauratorisch zurückversetzt, 1948 ein Denkmal von Tito aufgestellt und in den Folgejahren die Gärten und die Innenausstattung des Hauses renoviert.
Im Jahr 1953 wurde das Museum als „Marschall Tito Gedächtnis Museum“ als eine Abteilung des Ethnographischen Museums in Zagreb eröffnet. Zu dieser Zeit wurde ein Plan für die Restaurierung des gesamten Ortszentrums mit 61 Häusern entwickelt. Seit 1969 ist der Ortskern Staro Selo (das alte Dorf) im Register der Kulturdenkmäler eingetragen. 1978 wurde der spomen park Kumrovec errichtet und seit 1992 ist das Staro Selo Museum eine Abteilung des Museums der Kroatischen Zagorje mit Hauptsitz in Gornja Stubica.

## Das Museum
Das Museum umfasst heute auf 1,2 ha Fläche 25 Wohnhäuser, 9 Bauernhöfe und 8 Nebengebäude. Von den 2800 inventarisierten Gegenständen werden die meisten als Dauerausstellung gezeigt. In dieser werden alte Bräuche, die traditionelle Lebensweise, Handwerk und Handel dargestellt. Darüber hinaus werden historische Personen und Ereignisse des 19. Jahrhunderts, die in Verbindung der Region standen den Besuchern nahe gebracht. Zur Darstellung werden viele Puppen in Lebensgröße verwendet.
Heute leben mehrere Familien im rekonstruierten Zentrum in ihren alten ausschließlich in situ erhaltenen Häusern. Andere Gebäude, deren Bewohner nicht nach den Vorgaben des Museums leben wollten, wurden vom Museum angekauft.

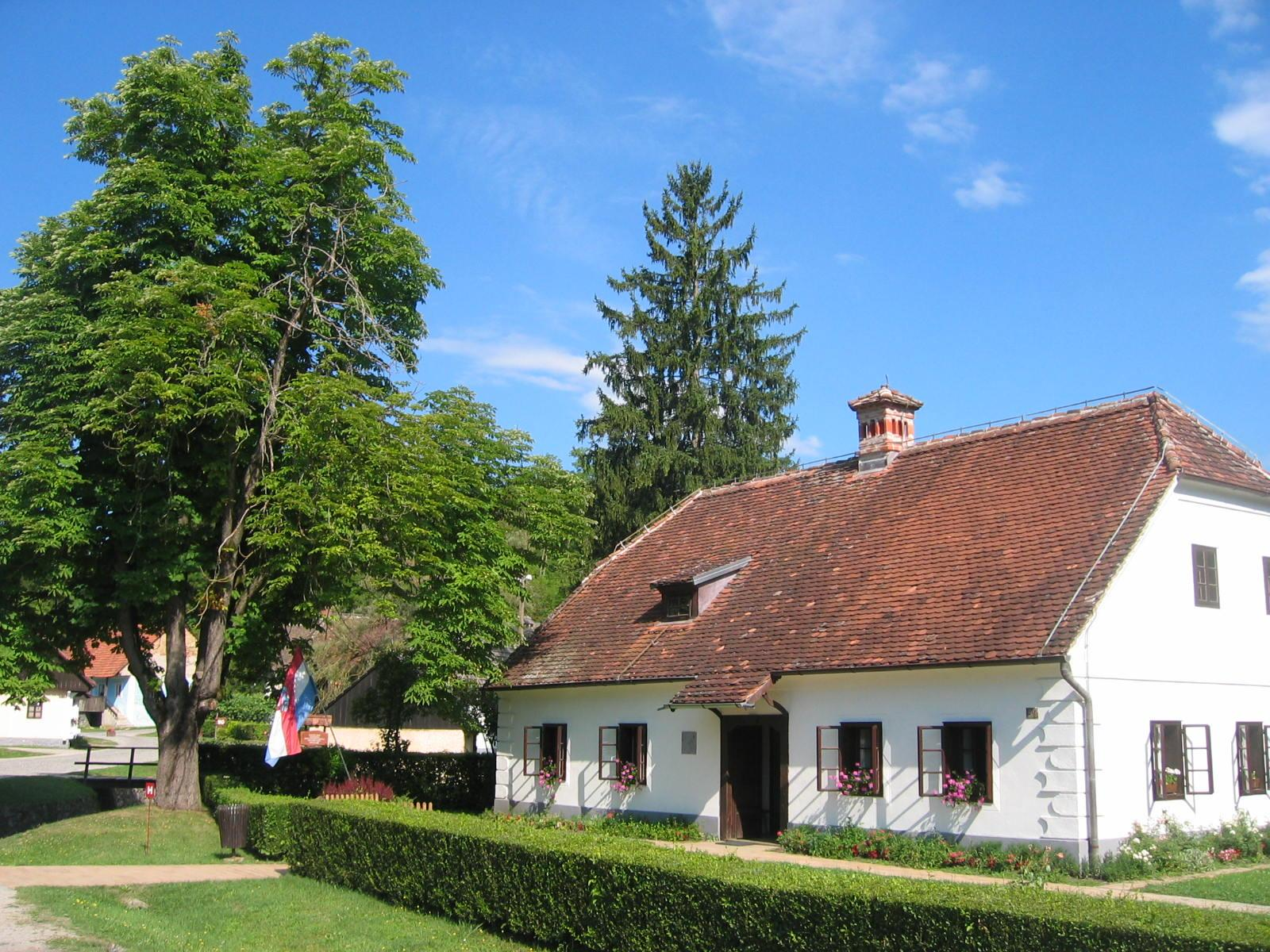
Titos Geburtshaus
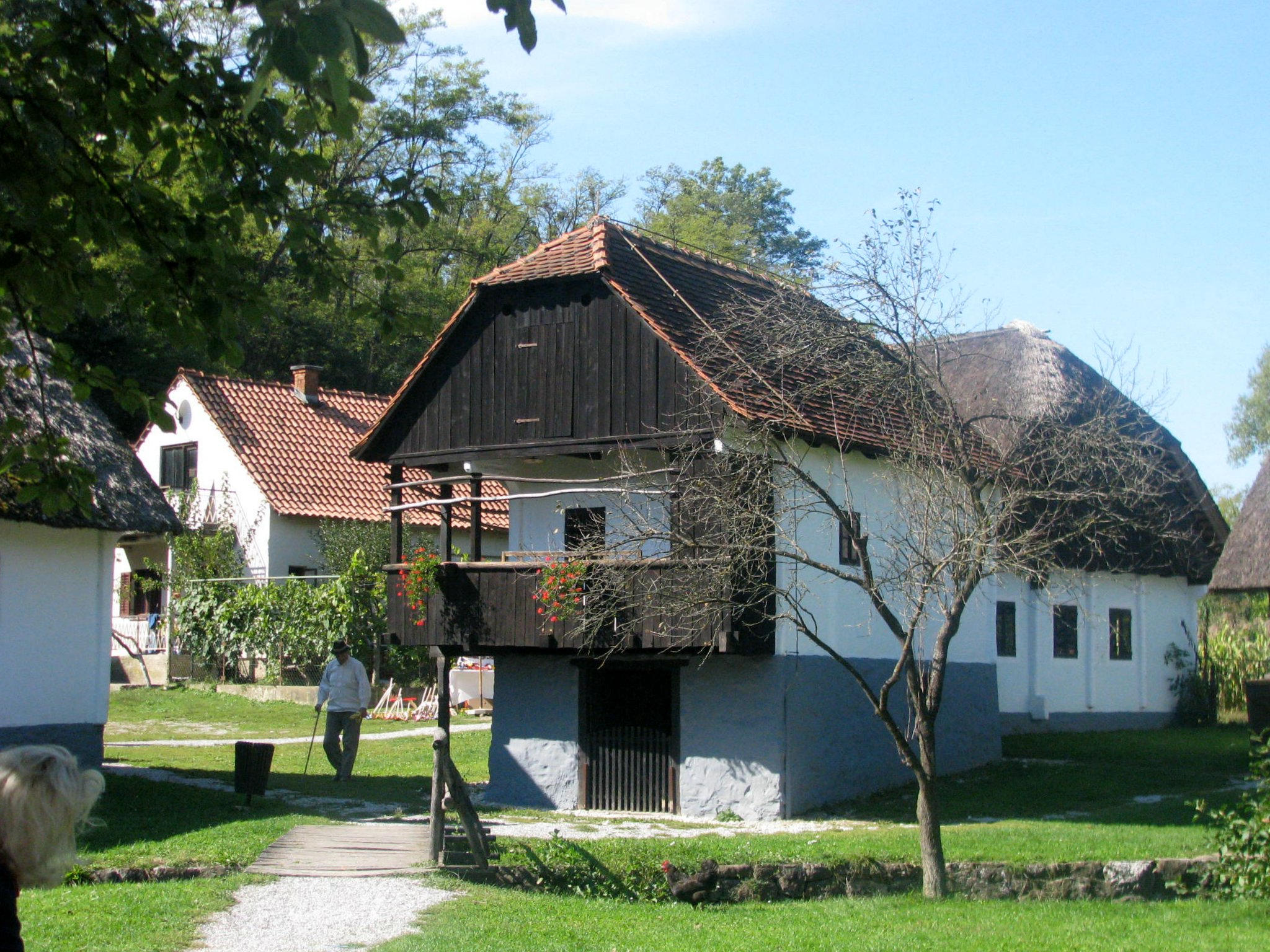
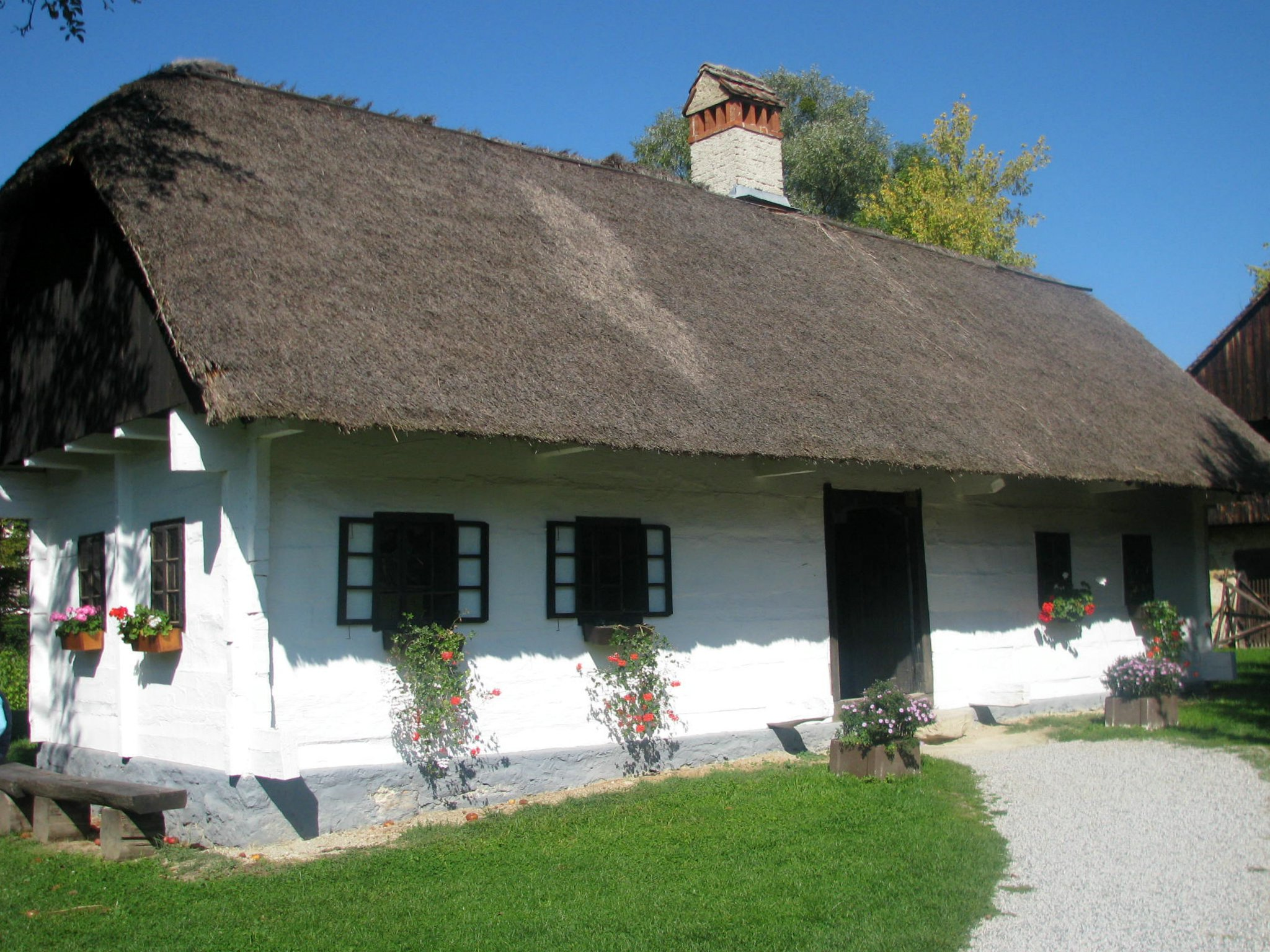
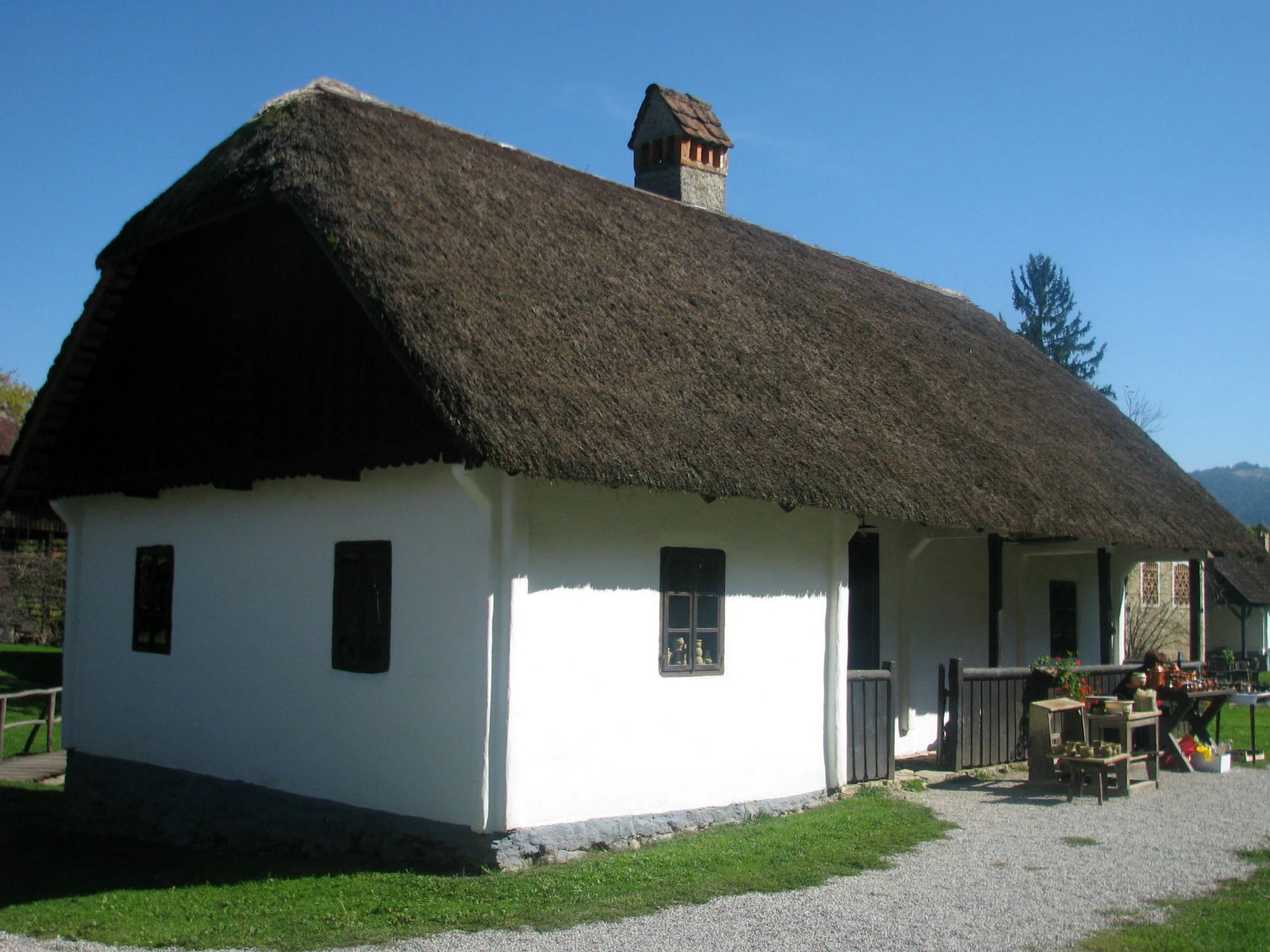
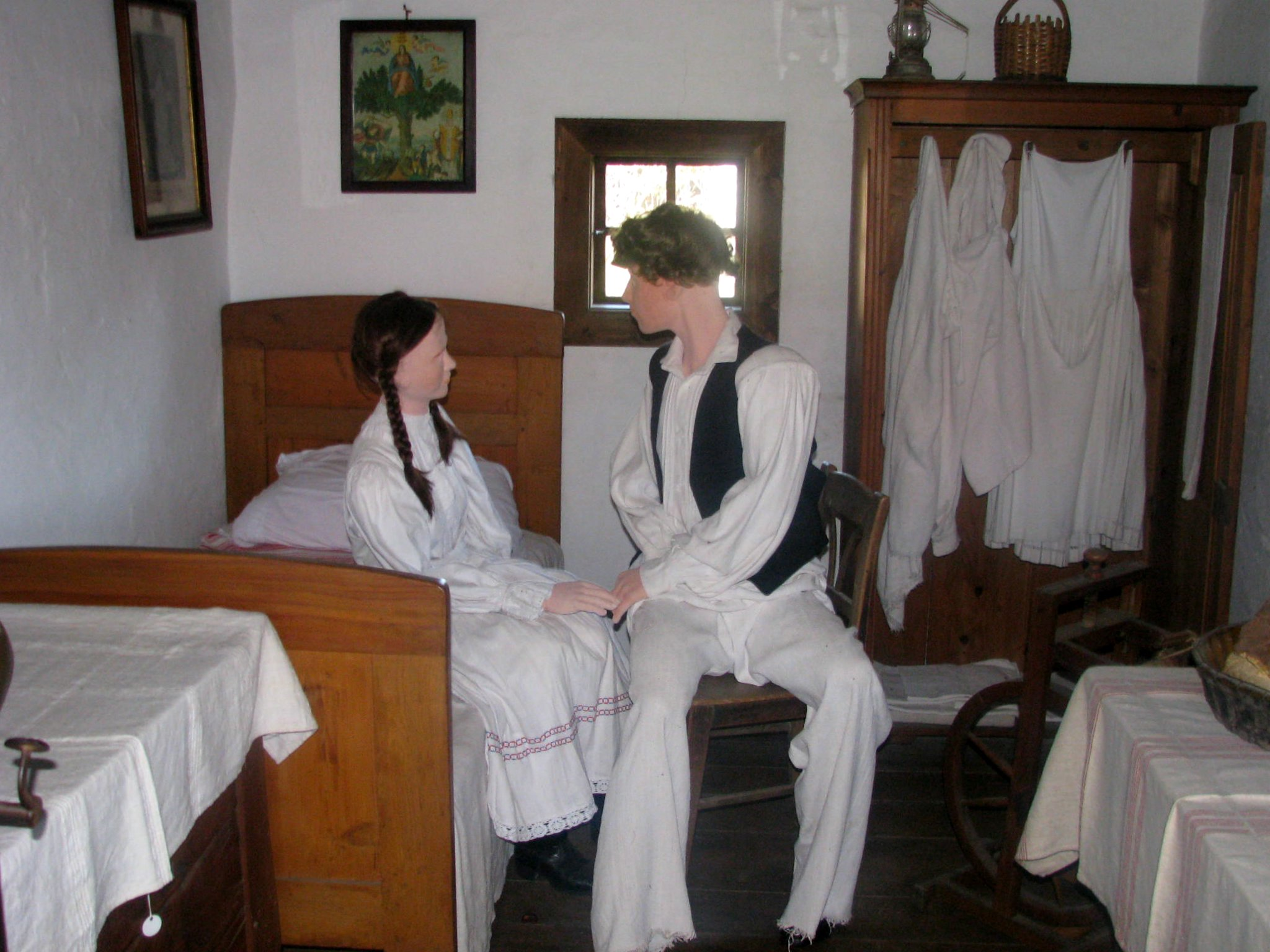
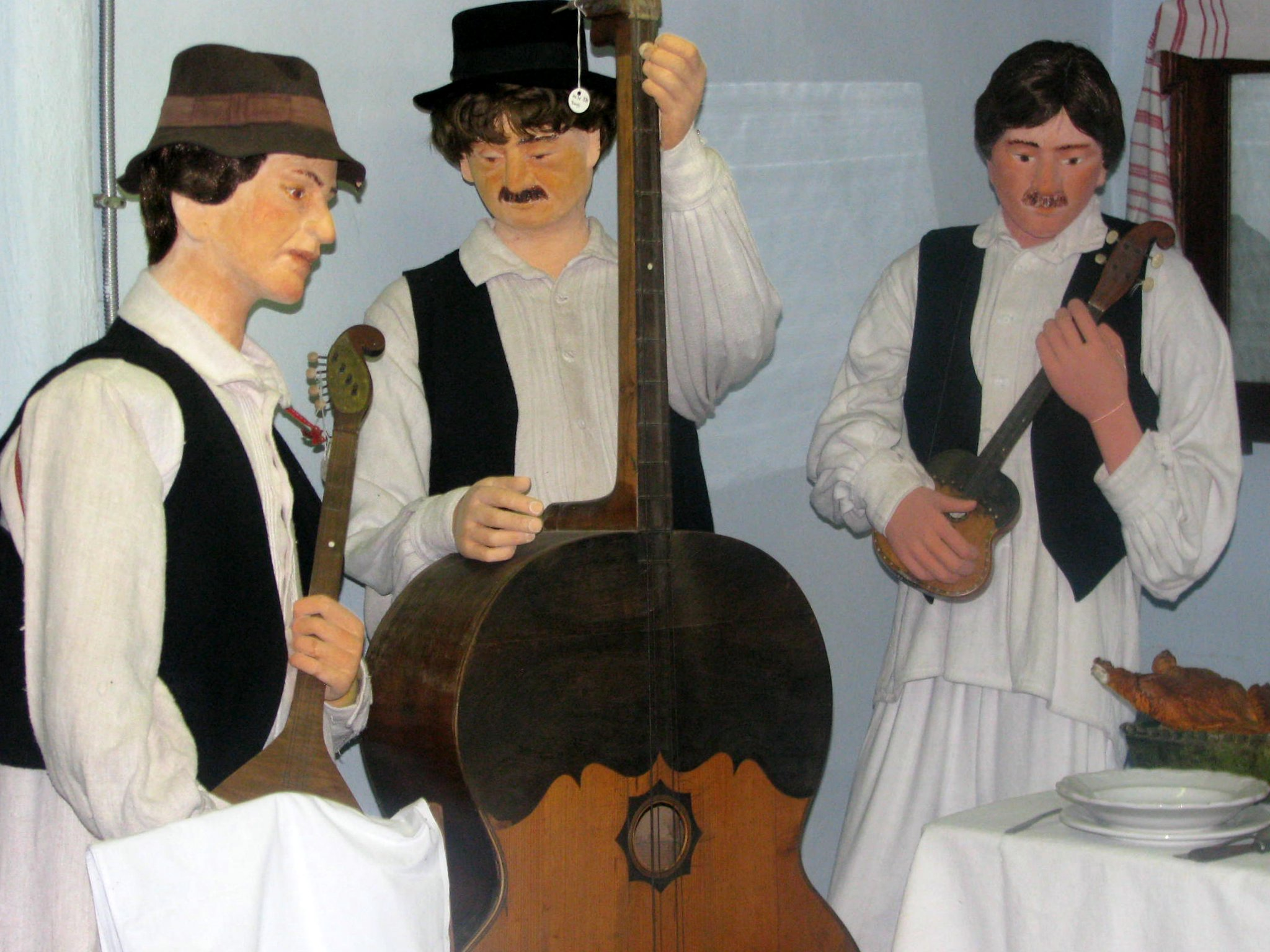